# Uzbekistan ai XXIII Giochi olimpici invernali
L{'}Uzbekistan ha partecipato ai XXIII Giochi olimpici invernali, che si sono svolti dal 9 al 28 febbraio 2018 a PyeongChang in Corea del Sud, con una delegazione composta da 2 atleti.

## Pattinaggio di figura
L'Uzbekistan ha qualificato nel pattinaggio di figura un atleta in seguito ai Campionati mondiali di pattinaggio di figura 2017.
| Gara     | Atleta   | Programma corto | Programma corto | Programma libero | Programma libero | Totale | Totale    |
| Gara     | Atleta   | Punti           | Posizione       | Punti            | Posizione        | Punti  | Posizione |
| -------- | -------- | --------------- | --------------- | ---------------- | ---------------- | ------ | --------- |
| Maschile | Misha Ge | 83.90           | 14 Q            | 161.04           | 17               | 244.94 | 17        |